# 14a etapa del Tour de França 2008
La 14a etapa del Tour de França 2008 es va córrer el dissabte 19 de juliol, entre Nimes i Dinha, amb un recorregut de 194,5 quilòmetres.

## Perfil de l'etapa
La 14a etapa, de 194,5 km, és la darrera etapa plana abans de l'arribada de les etapes alpines. La sortida de l'etapa s'efectua des de Nimes, al departament del Gard. El primer esprint intermedi està situat al km 37, a Saint-Rémy-de-Provence, al departament de les Boques del Roine. Un cop dins la Vaucluse, l'etapa va prenent alçada progressivament en passar per Ate a les Muntanyes de Vaucluse i el Luberon. Les dues dificultats muntanyoses del dia es troben ja dins el departament dels Alps de l'Alta Provença. La cota de Mane (km 129) és seguida de l'esprint d'Oraison. El coll de l'Orme, a 734 msnm, es troba a sols 10 km de l'arribada, a Dinha.

## Desenvolupament de l'etapa
Un grup de 21 ciclistes s'escapen des del km 5 de la cursa, però sols arriben a tenir una màxima diferència de poc més d'un minut. El gran grup, encapçalat pel Silence-Lotto i el Cofidis, els va agafant a poc a poc. Poc després de Saint-Rémy-de-Provence José Iván Gutiérrez Palacios (Caisse d'Epargne), William Bonnet (Crédit Agricole), Bram Tankink (Rabobank ProTeam) i Sandy Casar (FDJ) deixen la companyia dels altres escapats, arribant a tenir una màxima diferència 6' 50" al km 85. A 28 km de la meta Gutierrez marxa tot sol, però el gran grup l'agafa a 10 km de la meta, quan s'està pujant el Coll de l'Orme, la darrera dificultat muntanyosa del dia. En aquesta ascensió Mark Cavendish perd contacte amb el grup capdavanter, perdent tota oportunitat d'optar a una nova victòria d'etapa. A 6 km de l'arribada Sylvain Chavanel intenta sorprendre el gran grup, però és agafat en el darrer quilòmetre.
La victòria d'etapa se la juguen a l'esprint, sent el vencedor Óscar Freire i consolidant d'aquesta manera el mallot dels punts.
La classificació general no pateix cap canvi notable, així com tampoc la resta de classificacions. Nicolas Jalabert es veu obligat a abandonar durant el recorregut de l'etapa.

## Esprints intermedis
- 1r esprint intermedi. Saint-Rémy-de-Provence (km 37)

| 1r | Stijn Devolder     | 6 pts |
| 2n | William Frischkorn | 4 pts |
| 3r | Bernhard Eisel     | 2 pts |

- 2n esprint intermedi. Saint-Julien-d'Asse (km 165)

| 1r | José Ivan Gutiérrez | 6 pts |
| 2n | William Bonnet      | 4 pts |
| 3r | Bram Tankink        | 2 pts |

## Ports de muntanya
- Côte de Mane. 4a categoria (km 128,5)

| 1r | José Ivan Gutiérrez | 3 pts |
| 2n | Bram Tankink        | 2 pts |
| 3r | Sandy Casar         | 1 pts |

- Coll de l'Orme. 4a categoria (km 185)

| 1r | Roman Kreuziger | 3 pts |
| 2n | Bernhard Kohl   | 2 pts |
| 3r | Andy Schleck    | 1 pts |

## Classificació de l'etapa
| Pos. | Ciclista          | Equip             | Temps      |
| ---- | ----------------- | ----------------- | ---------- |
| 1.   | Óscar Freire      | Rabobank ProTeam  | 4h 13' 08" |
| 2.   | Leonardo Duque    | Cofidis           | m. t.      |
| 3.   | Erik Zabel        | Team Milram       | m. t.      |
| 4.   | Julian Dean       | Garmin Chipotle   | m. t.      |
| 5.   | Steven de Jongh   | Quick Step        | m. t.      |
| 6.   | Alessandro Ballan | Lampre            | m. t.      |
| 7.   | Ruben Pérez       | Euskaltel-Euskadi | m. t.      |
| 8.   | Jérôme Pineau     | Bouygues Telecom  | m. t.      |
| 9.   | Matteo Tosatto    | Quick Step        | m. t.      |
| 10.  | Thor Hushovd      | Crédit Agricole   | m. t.      |

## Classificació general
| Pos. | Ciclista              | Equip             | Temps       |
| ---- | --------------------- | ----------------- | ----------- |
| 1.   | Cadel Evans           | Silence-Lotto     | 59h 01' 55" |
| 2.   | Fränk Schleck         | Team CSC          | + 1"        |
| 3.   | Christian Vande Velde | Garmin Chipotle   | + 38"       |
| 4.   | Bernhard Kohl         | Gerolsteiner      | + 46"       |
| 5.   | Denís Ménxov          | Rabobank ProTeam  | + 57"       |
| 6.   | Carlos Sastre         | Team CSC          | + 1'28"     |
| 7.   | Kim Kirchen           | Columbia          | + 1'56"     |
| 8.   | Vladímir Iefimkin     | AG2R Prévoyance   | + 2'32"     |
| 9.   | Mikel Astarloza       | Euskaltel-Euskadi | + 3'51"     |
| 10.  | Vincenzo Nibali       | Liquigas          | + 4'18"     |

## Classificacions annexes

### Classificació per punts
| Classificació per punts | Total   |
| ----------------------- | ------- |
| Óscar Freire            | 219 pts |
| Thor Hushovd            | 172 pts |
| Erik Zabel              | 167 pts |

### Classificació de la muntanya
| Classificació de la muntanya | Total  |
| ---------------------------- | ------ |
| Sebastian Lang               | 60 pts |
| Bernhard Kohl                | 59 pts |
| Fränk Schleck                | 46 pts |

### Classificació del millor jove
| Classificació del millor jove | Total       |
| ----------------------------- | ----------- |
| Vincenzo Nibali               | 59h 06' 13" |
| Maxime Monfort                | + 2' 49"    |
| Roman Kreuziger               | + 2' 53"    |

### Classificació per equips
| Classificació per equips | Total        |
| ------------------------ | ------------ |
| CSC-Saxo Bank            | 176h 57' 55" |
| AG2R Prévoyance          | + 04' 49"    |
| Gerolsteiner             | + 15' 23"    |

### Combativitat
José Ivan Gutiérrez (Caisse d'Epargne)

## Abandonaments
Nicolas Jalabert (Agritubel)